# Tavusj

Tavusjs läge i Armenien

Tavusj (armeniska: Տավուշ) är en provins i Armenien, belägen vid gränsen till Georgien. Huvudorten är Idzjevan. Provinsen hade 128 609 invånare (2011).